# Burning Love and Hits from His Movies, Volume 2
Burning Love and Hits from His Movies, Volume 2 är ett samlingsalbum av den amerikanske sångaren och musikern Elvis Presley, släppt den 9 oktober 1972 av RCA Records på dess budgetmärke, RCA Camden. Albumet består mestadels av tidigare utgivna soundtrackinspelningar från ett antal av Elvis 1960-talsfilmer, men varje sida på lp:n inleds med de båda sidorna från hans hitsingel "Burning Love", som månadsskiftet oktober–november 1972 nådde andra plats på den amerikanska singellistan.
Albumet nådde i USA som bäst plats 22 på Billboards popalbumlista, och plats 10 på dess countrylista. och det certifierades guld den 27 mars 1992, platina den 15 juli 1999 och 2 × platina den 6 januari 2004 av Recording Industry Association of America (RIAA) för en försäljning av två miljoner exemplar.

## Albumet
I likhet med dess föregångare, Elvis Sings Hits from His Movies, Volume 1, bestod detta budgetalbum, trots namnet "Hits from His Movies", mestadels av filmlåtar som inte hade varit särskilt framgångsrika. Alla filmlåtarna hade dessutom givits ut på album tidigare. Undantagen var studioinspelningarna "Burning Love" och "It's a Matter of Time", vilka givits ut på singel och som vid tiden för albumets lansering blockerades från att nå förstaplatsen på Billboards Hot 100-lista av endast Chuck Berry med "My Ding-a-Ling".
Att låta framgångsrika singellåtar ingå i ett budgetalbum var något helt nytt. Sedan decennieskiftet 1970 hade ett växande antal Elvis-album utkommit på RCA:s budgetmärke Camden. För dessa budgetalbum fick Elvis manager, överste Tom Parker, en större andel av intäkterna från försäljningen, närmare bestämt hälften av det som Elvis och han fick i ersättning. Detta gav honom lönande extrainkomster, men samtidigt ledde den ökande mängden Elvis-produkter till andra problem och fick till följd att butikerna började returnera stora mängder osålda skivor. För att hjälpa till att öka försäljningen av skivor utgivna på Camden-etiketten lät man därför ge ut "Burning Love" och "It's a Matter of Time" tillsammans med några äldre tidigare utgivna filmlåtar, där ingen hade varit någon hit, på ett album med den avvikande titeln Burning Love and Hits from His Movies, tillsammans med ett "Special Bonus Photo of Elvis". Två månader senare gavs också samlingsalbumet Separate Ways ut på RCA Camden, och detta hade ett likartat innehåll med en aktuell hitsingel som fick utgöra lockbetet för en samling äldre tidigare utgivna soundtrack- och studioinspelningar. 
Detta var första gången som en aktuell hitsingel hade inkluderats på ett budgetalbum. Albumet fick visserligen högre försäljningssiffror än tidigare Camden-utgåvor, men man missade samtidigt chansen att bygga vidare på det uppsving Elvis hade vid tiden. Den starka försäljningen av både livealbumet Elvis as Recorded at Madison Square Garden (släppt i juni 1972) och singeln "Burning Love" (släppt i augusti 1972) följdes inte upp. I stället för att skapa ett kvalitetsalbum runt hitsingeln "Burning Love", som ytterligare kunde ha lyft Elvis karriär, slösades låten bort på ett budgetalbum i syfte att kunna generera högre intäkter. Ett sådant kvalitetsalbum hade med enkelhet kunnat åstadkommas genom att kombinera låtar från inspelningssessionen i mars 1972 med det bästa från Las Vegas-inspelningarna i februari samma år.

## Återutgivningar
I mitten av 1970-talet leasade RCA Records ut rättigheterna till att få ge ut vissa RCA Camden-inspelningar på nytt av såväl Elvis Presley som andra inspelningsartister, till budgetutgivningsbolaget Pickwick Records. Burning Love and Hits from His Movies, Volume 2 återutgavs då med samma omslag på Pickwick-etiketten. Efter Elvis Presleys död i augusti 1977 ökade efterfrågan på hans inspelningar dramatiskt. RCA återtog i samband med detta rättigheterna till sina Pickwick- och Camden-inspelningar och återutgav flera av dem. Burning Love återutgavs första gången på cd på RCA Camden-etiketten 1987. RCA återutgav albumet på cd igen 2006 som en del av en nyutgivningsserie med de flesta av Elvis RCA Camden-album.

## Låtlista
| 1. | Burning Love                                                                 | Dennis Linde                           | 28–29 mars 1972                                      | 2:51 |
| 2. | Tender Feeling (från filmen Kissin' Cousins och albumet Kissin' Cousins)     | Bernie Baum, Bill Giant, Florence Kaye | 29–30 september 1963 (track) 10 oktober 1963 (vocal) | 2:32 |
| 3. | Am I Ready? (från filmen Spinout och albumet Spinout)                        | Roy C. Bennett, Sid Tepper             | 16 februari 1966                                     | 2:24 |
| 4. | Tonight Is So Right for Love (från filmen G.I. Blues och albumet G.I. Blues) | Joseph Lilley, Abner Silver, Sid Wayne | 27 april, 1960                                       | 2:11 |
| 5. | Guadalajara (från filmen Fun in Acapulco och albumet Fun in Acapulco)        | Pepe Guízar                            | 23 januari 1963 (track) 27 januari 1963 (vocal)      | 2:42 |

| 1.           | It's a Matter of Time                                                                 | Clive Westlake                     | 29–30 mars 1972                             | 3:04  |
| 2.           | No More (från filmen Blue Hawaii och albumet Blue Hawaii)                             | Hal Blair, Don Robertson           | 21 mars 1961                                | 2:21  |
| 3.           | Santa Lucia (från filmen Viva Las Vegas och albumet Elvis for Everyone!)              | Trad.: Arrangerad av Elvis Presley | 10 juli 1963 (track) 8 augusti 1963 (vocal) | 1:11  |
| 4.           | We'll Be Together (från filmen Girls! Girls! Girls! och albumet Girls! Girls! Girls!) | Dudley Brooks, Charles O'Curran    | 23 maj 1962                                 | 2:14  |
| 5.           | I Love Only One Girl (från filmen Double Trouble och albumet Double Trouble)          | Roy C. Bennett, Sid Tepper         | 29 juni 1966                                | 1:51  |
| Total längd: | Total längd:                                                                          | Total längd:                       | Total längd:                                | 23:21 |